# Сычево (Вагайский район)
Сычево — село в Вагайском районе Тюменской области России. Входит в состав Черноковского сельского поселения.

## География
Село находится в восточной части Тюменской области, в пределах подтаёжно-лесостепного района лесостепной зоны, на левом берегу реки Вагай, на расстоянии примерно 45 километров (по прямой) к юго-востоку от села Вагай, административного центра района.
Часовой пояс
Село Сычево, как и вся Тюменская область, находится в часовой зоне МСК+2. Смещение применяемого времени относительно UTC составляет +5:00.

## Население
| 2010 |
| ---- |
| 55   |

Половой состав
По данным Всероссийской переписи населения 2010 года в гендерной структуре населения мужчины составляли 52,7 %, женщины — соответственно 47,3 %.
Национальный состав
Согласно результатам переписи 2002 года, в национальной структуре населения русские составляли 94 % из 93 чел.